# 1017년

## 연호
- 북송(北宋) 천희(天禧) 원년
- 요(遼) 개태(開泰) 6년
- 일본(日本) 조와(長和) 6년 / 간닌(寛仁) 원년
- 리 왕조(李朝) 투언티엔(順天) 8년

## 기년
- 북송(北宋) 진종(眞宗) 20년
- 요(遼) 성종(聖宗) 36년
- 고려(高麗) 현종(顯宗) 8년
- 리 왕조(李朝) 태조(太祖) 8년

## 탄생
- 10월 29일 - 신성로마제국의 하인리히 3세, 잘리어 왕가 출신의 신성 로마 제국 황제.